# Bulgarische Euromünzen
Die bulgarischen Euromünzen sind die für Bulgarien vorgesehenen Euromünzen der gemeinsamen europäischen Währung Euro. Das geplante Design der Münzen wurde am 1. Februar 2024 vom Rat der Europäischen Union genehmigt.

## Einführung
Geplant war die Euroeinführung zunächst für den 1. Januar 2025. Laut dem am 26. Juni 2024 durch die Europäische Kommission vorgelegten Konvergenzbericht erfüllte Bulgarien jedoch die hierfür erforderlichen Kriterien noch nicht.
Am 8. Juli 2025 gaben die EU-Finanzminister grünes Licht, sodass Bulgarien zum 1. Januar 2026 den Euro einführen kann.

## Umlaufmünzen
| 1 Cent            | 2 Cent              | 5 Cent                                      |
| ----------------- | ------------------- | ------------------------------------------- |
|                   |                     |                                             |
| Reiter von Madara |                     |                                             |
| 10 Cent           | 20 Cent             | 50 Cent                                     |
|                   |                     |                                             |
| Reiter von Madara |                     |                                             |
| 1 Euro            | 2 Euro              | Rand der 2-Euro-Münze                       |
|                   |                     | БОЖЕ ПАЗИ БЪЛГАРИЯ (Gott schütze Bulgarien) |
| Iwan Rilski       | Païssi von Hilandar | Inschrift                                   |